# Iryna Kindzerska
Iryna Kindzerska (Kamianets-Podilskyi, 13 de junho de 1991) é uma judoca azeri de origem ucraniana, medalhista olímpica.

## Carreira
Kindzerska esteve nos Jogos Olímpicos de Verão de 2020 em Tóquio, onde participou do confronto de peso médio, conquistando a medalha de bronze após derrotar a chinesa Xu Shiyan.